# (37078) 2000 UZ57
2000 UZ57 (asteroide 37078) é um asteroide da cintura principal. Possui uma excentricidade de 0.12263380 e uma inclinação de 5.51008º.
Este asteroide foi descoberto no dia 25 de outubro de 2000 por LINEAR em Socorro.